# Matteo Rosso Orsini
Matteo Rubeo Orsini, o Matteo Rosso Orsini (Roma, ca. 1230 – Perugia, 4 de septiembre de 1305) fue un cardenal italiano perteneciente a una de las familias romanas más famosas del Medioevo: los Orsini. Fue además un gran opositor al traslado de la Sede Pontificia de Roma a la ciudad de Aviñón, fue electo sucesor del Papa Celestino V, pero rechazo la elección y, por lo tanto también el papado.

## Biografía
Matteo Rosso nació en la noble familia Orsini cerca del 1230, hijo de Matteo Rosso di Giangaetano Orsini y Constanza de Cardinale.
En 1262 fue creado cardenal diácono con el título de Santa María in Portico Octaviae, por el papa Urbano IV. Además fue comendatario de la basílica de Santa María en Trastevere y gobernador de las provincias del patrimonio de San Pedro y de las Marcas, territorios donde coloca como comandante militar a Pietro di Vico, partidario del gibelino Manfredi. Hacia el 1266 Matteo Rosso hace parte del grupo de legados pontificios que proceden a la coronación de Carlos de Anjou como rey de Sicilia, aunque se opone a la injerencia de este en la política romana.
Participó en el segundo concilio de Lyon, convocado por Gregorio X, y en trece cónclaves, donde en cinco de ellos, al ser cardenal protodiácono, coronó a los papas elegidos.
En 1277 fue nombrado por el tío, el papa Nicolás III, arcipreste de la basílica de San Pedro, cargo que mantuvo hasta el día de su muerte, y rector del hospital romano del Espíritu Santo en Sassia, además de protector de la Orden franciscana y en 1287 se convierte en cardenal protodiácono.
En el cónclave de 1294, convocado luego de la abdicación de Celestino V, fue elegido papa en la primera votación, pero rechazó el cargo, que caería después en el cardenal Benedicto Gaetani, Bonifacio VIII, a quien defendió en 1303 en la ciudad de Anagni, de las milicias de Sciarra Colonna y Guillermo de Nogaret y le escoltó con una guardia armada, proporcionada por su familia, a la ciudad de Roma. 
Matteo Rosso se opuso rotundamente a las pretensiones del papa Clemente V de trasladar la Sede Pontificia a la ciudad de Aviñón, cosa que no vio, pues murió el 4 de septiembre de 1305 en Perugia, después de cuarenta y tres años de cardenalato. Fue sepultado en la capilla de San Pastor en la Basílica de San Pedro en el Vaticano.
El cardenal Orsini escribió varias obras, entre ellas De auctoritate Ecclesiae, Epistolas varias y Theologica quedam.